# Francisco Yunis
Francisco Yunis (Buenos Aires, 12 de agosto de 1964) es un exjugador de tenis profesional de Argentina.

## Carrera
Haciendo dupla con su hermano Juan Carlos, Yunis perdió la final de dobles en Burdeos en 1983. En el camino, derrotaron a la pareja mejor sembrada del torneo, formada por Pablo Arraya y Víctor Pecci.
Yunis jugó dos torneos de Grand Slam en 1987. En Roland Garros de ese año, tuvo dos triunfos seguidos, frente a Gilad Florecer y Loic Courteau, para alcanzar la tercera ronda, donde perdió con el undécimo cabeza de serie, Kent Carlsson. Posteriormente, perdió frente a Jim Pugh en la primera ronda del Abierto de los Estados Unidos. Ese mismo año, Yunis llegó a ser semifinalista en Atenas.
Yunis venció a Eduardo Osta en la primera ronda del Abierto de Roland Garros de 1988, pero fue luego eliminado del torneo por Mats Wilander, quien resultaría campeón posteriormente.
Alcanzó las semifinales en Ginebra en 1989 y fue cuartofinalista en Florencia en 1992.
Después de su retiro, se desempeñó como entrenador. Ha entrenado a Federico Coria, Horacio Zeballos, Renzo Olivo, Leonardo Mayer, Carlos Berlocq, Franco Squillari, Agustin Calleri, Magnus Norman, Edgardo Massa, Martín Rodríguez, Federico Browne, Francisco Cabello, Diego Moyano, Marco Trungelliti, Marcelo Arévalo, Guillermo Durán, Andres Molteni, entre otros.
Desde 2019 entrena a Daniel Altmaier, logrando que el tenista alemán ingrese al top 100.

## Finales en grandes premios

### Dobles: 1 (0–1)
| Resultado  | Núm. | Año  | Torneo           | Superficie | Socio             | Adversarios                     | Parciales |
| ---------- | ---- | ---- | ---------------- | ---------- | ----------------- | ------------------------------- | --------- |
| Subcampeón | 1.   | 1983 | Burdeos, Francia | Arcilla    | Juan Carlos Yunis | Stefan Simonsson Magnus Tideman | 4–6, 2–6  |